# Alessandro Bonvicini

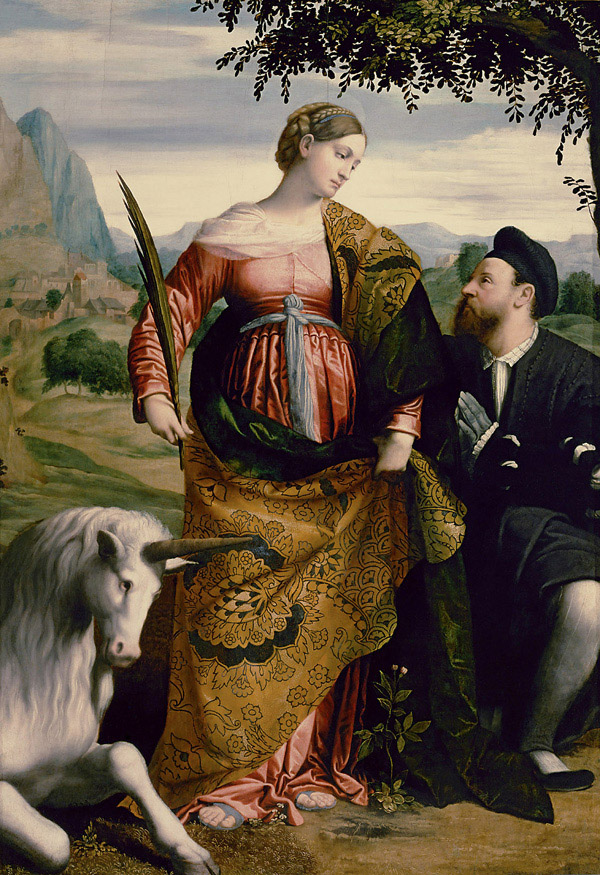
Sankta Justina av Padua målad av Allessandro Bonvicini

Alessandro Bonvicini (ibland skrivet Buonvicini), även känd som Il Moretto da Brescia, född omkring 1498 i Brescia, död 12 december 1554 i Brescia, var en italiensk konstnär. 
Bonvicini studerade venetianskt måleri och särskilt Tizian, men påverkades även av Girolamo Romanino och av Rafael. Han är dock självständig i sin konst, särskilt i färgbehandlingen, som utmärker sig för en fin silverton. Hållningen i hans gestalter är ståtlig på samma gång som harmoniskt avrundad. Bonvicini målade större madonnascener och enstaka helgon samt även profana porträtt.
I början av 1550-talet utförde han den säregna Ecce Homo. Bonvicini verkade i huvudsak i Brescia, men han tillägnade sig tidigt det venetianska måleriets tekniker.
Förutom i kyrkor och samlingar i Brescia är Bonvicini representerade i Breragalleriet i Milano, i Sankta Justina i Wien, i Berlin och flera andra museer.
Asteroiden 6943 Moretto är uppkallad efter honom.

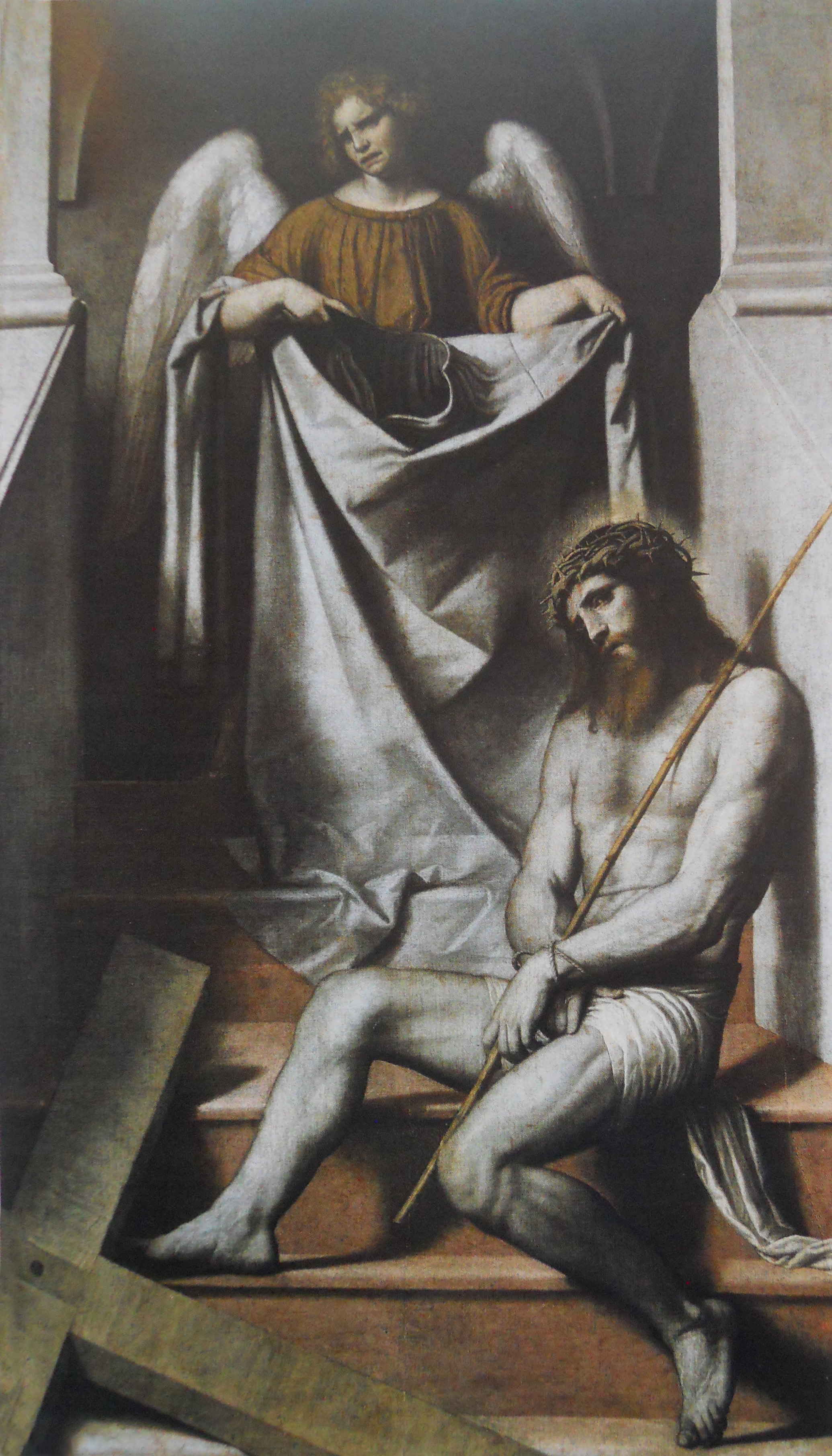
"Ecce Homo" eller "Kristus och ängeln" (cirka 1550)
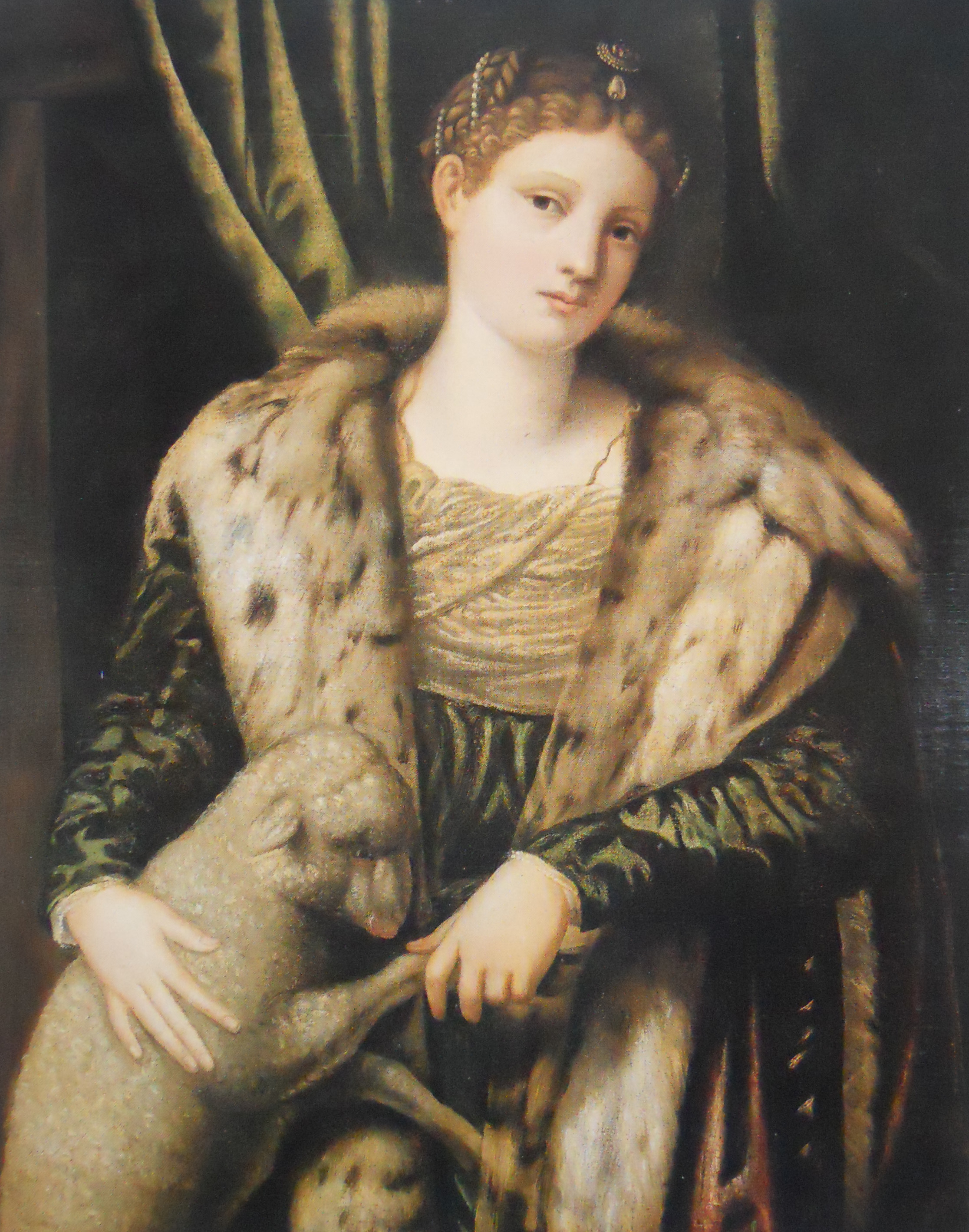
"Porträtt av kvinna som sankta Agnes" (cirka 1540)